# موريس باناخ
موريس «موكي» باناخ (بالألمانية: Maurice Banach)‏ مواليد 9 أكتوبر 1967 في مونستر

لاعب كرة القدم ألماني كان يعتبر من أفضل المهاجمين في الثمانينيات وأوائل 1990 في ألمانيا.

## روابط خارجية
- موريس باناخ على موقع قاعدة بيانات كرة القدم.إي يو (الإنجليزية)
- موريس باناخ على موقع بيانات كرة القدم. دي إي (الألمانية)
- موريس باناخ على موقع عالم كرة القدم.نت (الإنجليزية)